# Tarragona Challenger 1981
Il Tarragona Challenger 1981 è stato un torneo di tennis facente parte della categoria ATP Challenger Series nell'ambito dell'ATP Challenger Series 1981. Il torneo si è giocato a Tarragona in Spagna dal 10 al 16 agosto 1981 su campi in terra rossa.

## Vincitori

### Singolare
Jairo Velasco Sr ha battuto in finale  Eduardo Osta con il punteggio di 6–4, 6–2

### Doppio
Zoltán Kuhárszky /  Richard Lewis hanno battuto in finale  Robbie Venter /  Blaine Willenborg con il punteggio di 6–2, 3–6, 6–3